# Klaspe

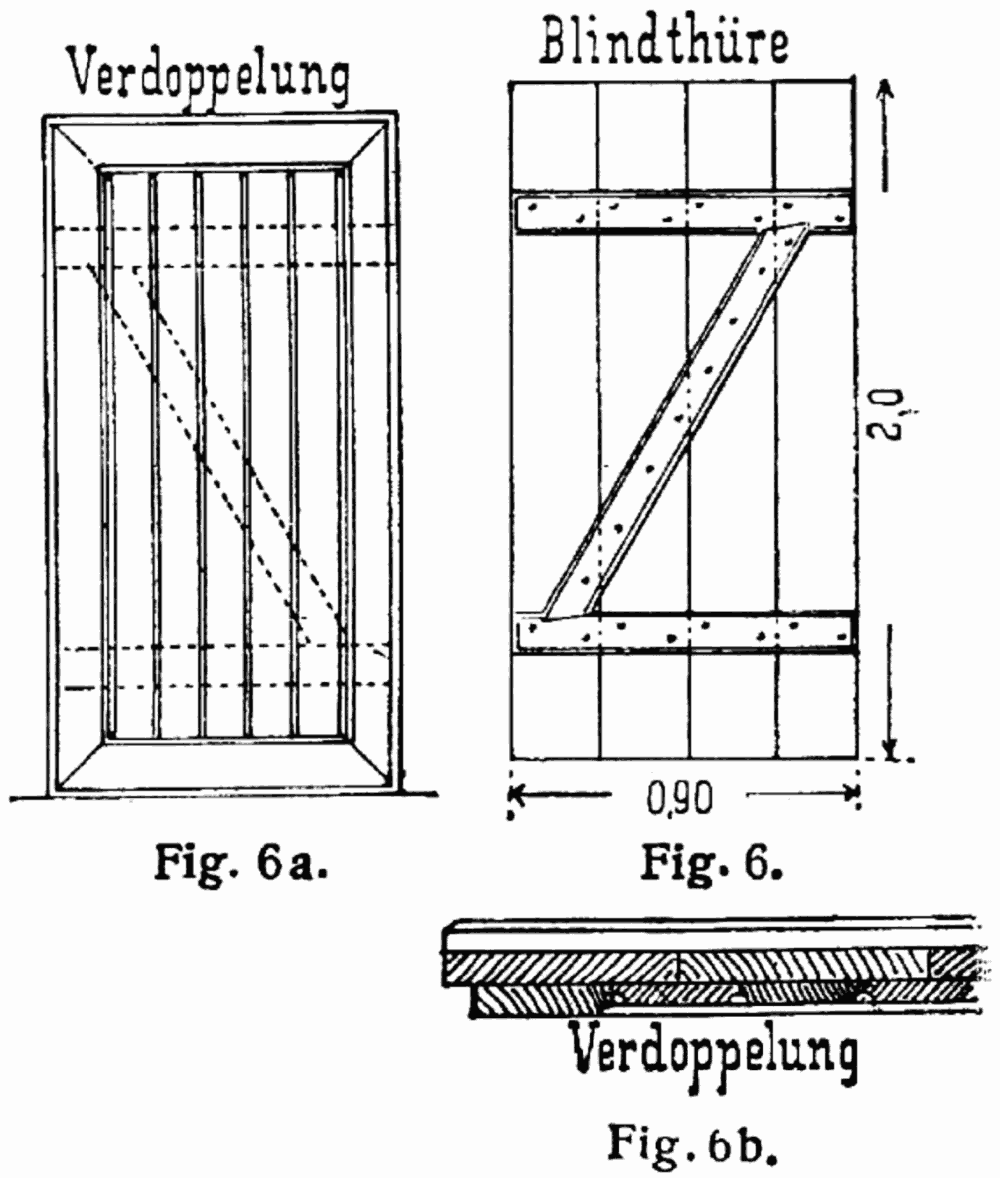
Z-förmige Versteifung mit je einer Klaspe oben und unten

Klaspe ist eine regionale, norddeutsche Bezeichnung für einen Riegel oder ein Querholz, häufig verwendet als Konstruktionselement von Brettertüren, Toren und Stegen. Bei Türen und Toren bilden zwei Klaspen zusammen mit einer schräg angebrachten Strebe ein Z-förmiges Element zur Versteifung der Konstruktion.

## Weblink
- Klaspen auf Helgoland